# Špice (přírodní památka)
Špice je přírodní památka severovýchodně od města Újezd u Brna v okrese Brno-venkov. Důvodem ochrany je lokalita stepní květeny, hlavně katránu tatarského. Geologickým podkladem jsou zde spodnotortonské písky, proložené vrstvami vápnitých hrubozrnných pískovců a jílů a litavských vápenců a terasovitých štěrků.
V roce 2021 bylo chráněné území znovu vyhlášeno, ze stávající přírodní rezervace se stala přírodní památka.